# 帕拉马斯
帕拉马斯（希臘語：Παλαμάς）是希腊色萨利大区卡尔季察专区的市镇。市镇面积为382.7平方公里，2021年人口数量为13,424人。

## 行政
现今范围的帕拉马斯市镇是在2011年地方政府改革中设立的，由原3个市镇合并而成，而原市镇则成为新市镇的市区。帕拉马斯市区（即原帕拉马斯市镇）的面积为154.077平方公里，2011年人口数量为7,324人。